# Corpo Canadense

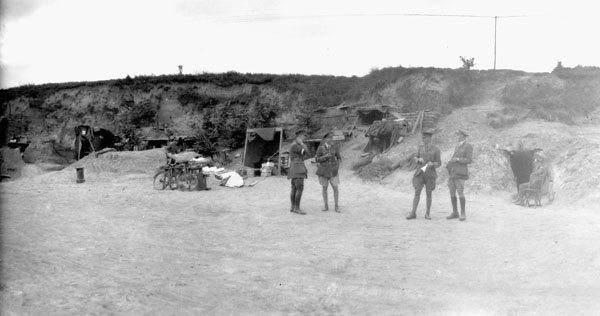
Militares do Corpo Canadense em 1918.

O Corpo Canadense ou Corpo Canadiano foi um corpo da Primeira Guerra Mundial formado pela Força Expedicionária Canadense em setembro de 1915, após a chegada da 2ª Divisão Canadense na França. O corpo foi expandido pela inclusão da 3ª Divisão Canadense em dezembro de 1915 e pela 4ª Divisão Canadense em agosto de 1916. A organização da 5ª Divisão Canadense começou em fevereiro de 1917, mas não chegou a ficar completa, tendo sido quebrada em fevereiro de 1918 e seus homens utilizados para reforçar outras divisões.